# Гражданска демократична партия
Гражданската демократична партия (на чешки: Občanská demokratická strana) е дясноцентристка либералконсервативна политическа партия в Чехия.

## История
Основана през 1991 г. от Вацлав Клаус на основата на дясното крило на Граждански форум, партията печели парламентарните избори през юли 1992 г. Вследствие на това Клаус оглавява чешкото правителство, образувано от ГДП, Християндемократически съюз – Чехословашка народна партия, Граждански демократичен алианс и Християндемократическа партия.
През следващите години Гражданската демократична партия е основната дясна партия в страната. На изборите през 1996 г. ГДП отново е на първо място, макар и с по-малко предимство пред опозиционната Чешка социалдемократическа партия, и Клаус запазва премиерското си място. Представители на ГДП оглавяват правителството на Чехия също през 2006 – 2009 г. и 2010 – 2013 г. На изборите през 2013 г. партията претърпява тежко поражение и получава само 8% от гласовете и 16 от 200 места в парламента.
Вацлав Клаус е председател на партията през 1991 – 2002 г., Мирек Тополанек през 2002 – 2010 г., Петр Нечас през 2010 – 2013 г., Мартин Куба през 2013 – 2014 г. (изпълняващ длъжността). От януари 2014 г. председател на партията е Петър Фиала а от ноември 2021 е назначен от президента Милош Земан за премиер на страната.